# Gare de Balen
Pour les articles homonymes, voir Balen (homonymie).
La gare de Balen (en néerlandais : station Balen) est une halte ferroviaire belge de la ligne 15, d'Anvers à Hasselt située sur la commune de Balen, en Région flamande.
C'est un point d'arrêt non gardé (PANG) à accès libre de la Société nationale des chemins de fer belges (SNCB) desservi par des trains InterCity (IC).

## Service des voyageurs

### Accueil
Halte SNCB, c'est un point d'arrêt non gardé (PANG) à accès libre. L'achat des tickets s'effectue un automate de vente.

### Desserte
Balen est desservie par des trains InterCity (IC) de la SNCB circulant sur la ligne commerciale 15 : Anvers - Lierre - Mol - Hasselt (voir brochure SNCB de la ligne 15).
La desserte est constituée de trains IC-10 reliant Anvers-Central à Hamont via Mol, toutes les heures (en semaine comme le week-end).

## Comptage voyageurs
Ce graphique et tableau montre le nombre de voyageurs embarquant en moyenne durant la semaine, le samedi et le dimanche.
| Nombre de passagers qui embarquent à la gare de Balen | Nombre de passagers qui embarquent à la gare de Balen | Nombre de passagers qui embarquent à la gare de Balen | Nombre de passagers qui embarquent à la gare de Balen |
|                                                       | Semaine                                               | Samedi                                                | Dimanche                                              |
| ----------------------------------------------------- | ----------------------------------------------------- | ----------------------------------------------------- | ----------------------------------------------------- |
| 1977                                                  | 250                                                   | 56                                                    | 45                                                    |
| 1978                                                  | 246                                                   | 45                                                    | 66                                                    |
| 1979                                                  | 213                                                   | 32                                                    | 64                                                    |
| 1980                                                  | 226                                                   | 33                                                    | 21                                                    |
| 1981                                                  | 263                                                   | 52                                                    | 28                                                    |
| 1982                                                  | 230                                                   | 28                                                    | 54                                                    |
| 1983                                                  | 276                                                   | 55                                                    | 26                                                    |
| 1984                                                  | 233                                                   | 19                                                    | 26                                                    |
| 1985                                                  | 184                                                   | 25                                                    | 38                                                    |
| 1986                                                  | 163                                                   | 18                                                    | 81                                                    |
| 1987                                                  | 171                                                   | 36                                                    | 51                                                    |
| 1988                                                  | 154                                                   | 31                                                    | 29                                                    |
| 1989                                                  | 120                                                   | 28                                                    | 39                                                    |
| 1990                                                  | 133                                                   | 25                                                    | 29                                                    |
| 1991                                                  | 138                                                   | 27                                                    | 43                                                    |
| 1992                                                  | 133                                                   | 33                                                    | 33                                                    |
| 1993                                                  | 86                                                    | 12                                                    | 36                                                    |
| 1994                                                  | 107                                                   | 34                                                    | 29                                                    |
| 1995                                                  | 82                                                    | 26                                                    | 33                                                    |
| 1996                                                  | 102                                                   | 27                                                    | 16                                                    |
| 1997                                                  | 109                                                   | 35                                                    | 66                                                    |
| 1998                                                  | 118                                                   | 54                                                    | 60                                                    |
| 1999                                                  | 97                                                    | 32                                                    | 34                                                    |
| 2000                                                  | 132                                                   | 38                                                    | 44                                                    |
| 2001                                                  | 115                                                   | 48                                                    | 52                                                    |
| 2002                                                  | 132                                                   | 38                                                    | 75                                                    |
| 2003                                                  | 157                                                   | 42                                                    | 72                                                    |
| 2004                                                  | 196                                                   | 52                                                    | 80                                                    |
| 2005                                                  | 211                                                   | 74                                                    | 116                                                   |
| 2006                                                  | 264                                                   | 64                                                    | 150                                                   |
| 2007                                                  | 296                                                   | 80                                                    | 194                                                   |
| 2008                                                  | -                                                     | -                                                     | -                                                     |
| 2009                                                  | 305                                                   | 85                                                    | 113                                                   |
| 2010                                                  | -                                                     | -                                                     | -                                                     |
| 2011                                                  | -                                                     | -                                                     | -                                                     |
| 2012                                                  | 355                                                   | 78                                                    | 104                                                   |
| 2013                                                  | 328                                                   | 94                                                    | 89                                                    |
| 2014                                                  | 340                                                   | 83                                                    | 123                                                   |
| 2015                                                  | 250                                                   | 72                                                    | 62                                                    |
| 2016                                                  | 247                                                   | 80                                                    | 67                                                    |
| 2017                                                  | 256                                                   | 79                                                    | 97                                                    |
| 2018                                                  | 356                                                   | 117                                                   | 94                                                    |
| 2019                                                  | 285                                                   | 98                                                    | 71                                                    |
| 2020                                                  | 202                                                   | 69                                                    | 49                                                    |
| 2021                                                  | -                                                     | -                                                     | -                                                     |
| 2022                                                  | 215                                                   | 54                                                    | 34                                                    |
| 2023                                                  | 257                                                   | 128                                                   | 100                                                   |
| 2024                                                  | 290                                                   | 91                                                    | 64                                                    |

## Patrimoine ferroviaire
Le bâtiment de la gare, de plan type 1873, et la maison de garde barrière figurent au patrimoine architectural flamand (onroerend erfgoed). Le bâtiment de la gare, construit en 1878 a été fermé en 1993 et est devenu un café-restaurant "In de Statie". Il est listé au patrimoine depuis 2019.

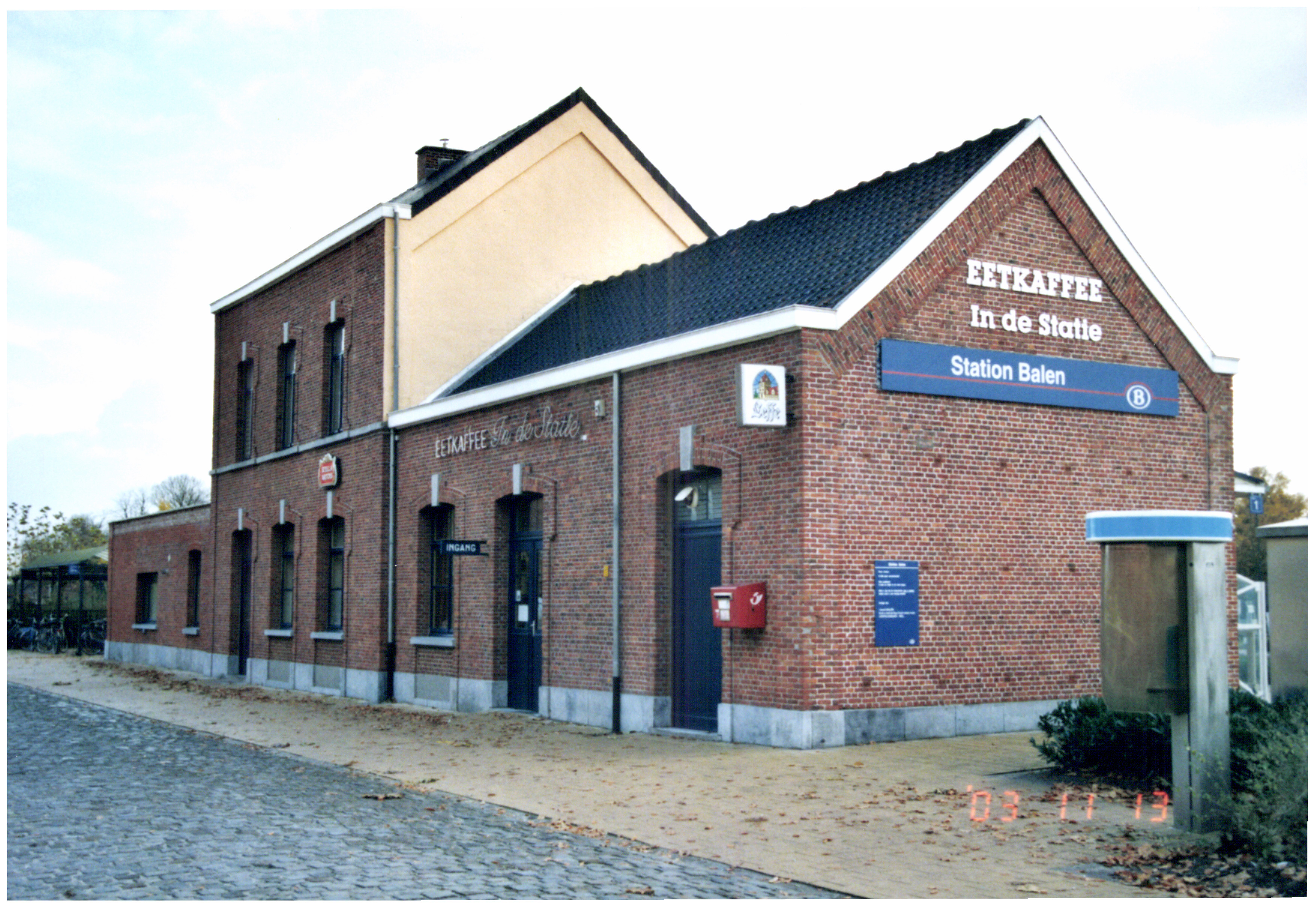
Bâtiment de la gare.
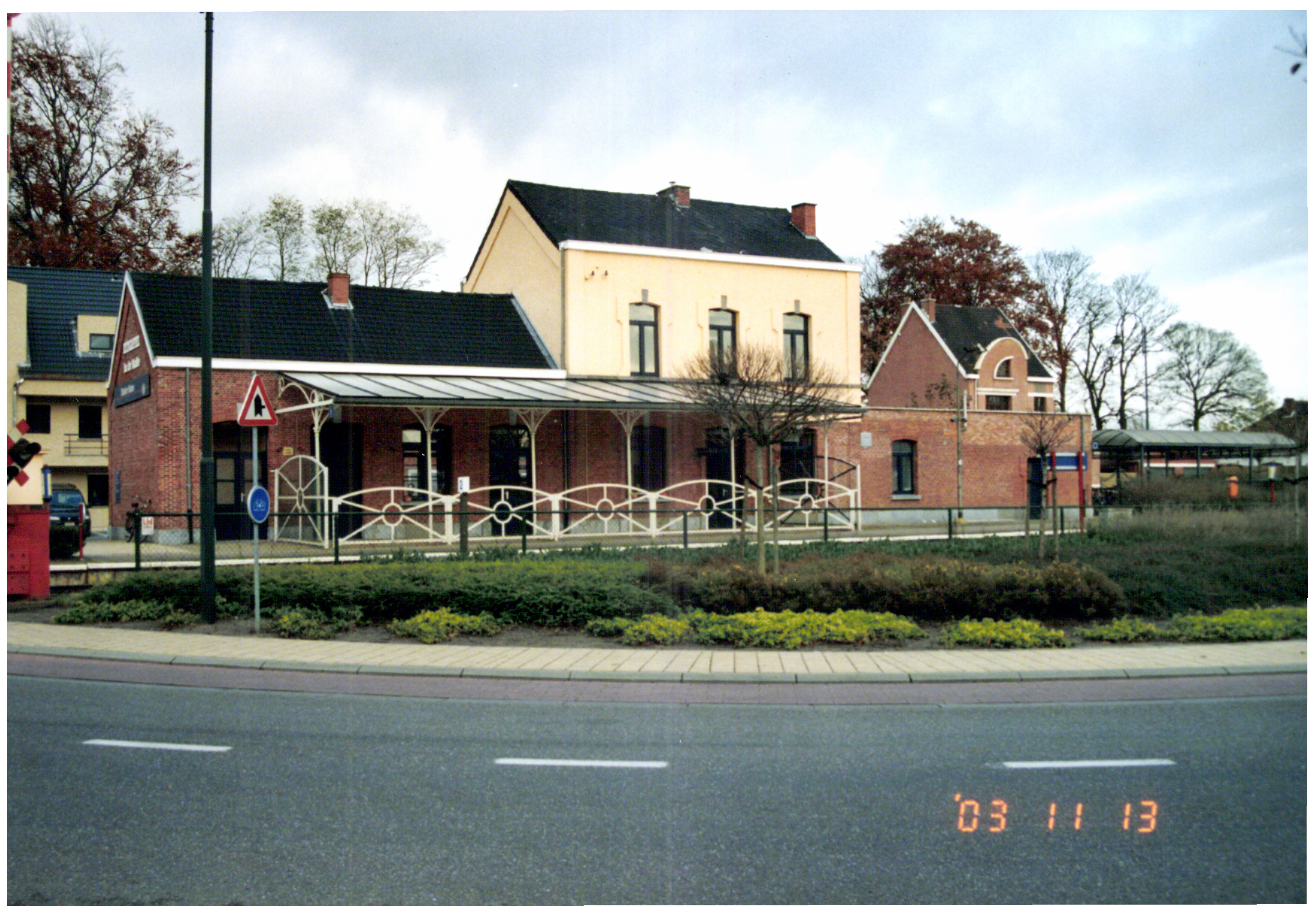
Vue depuis le passage à niveau.
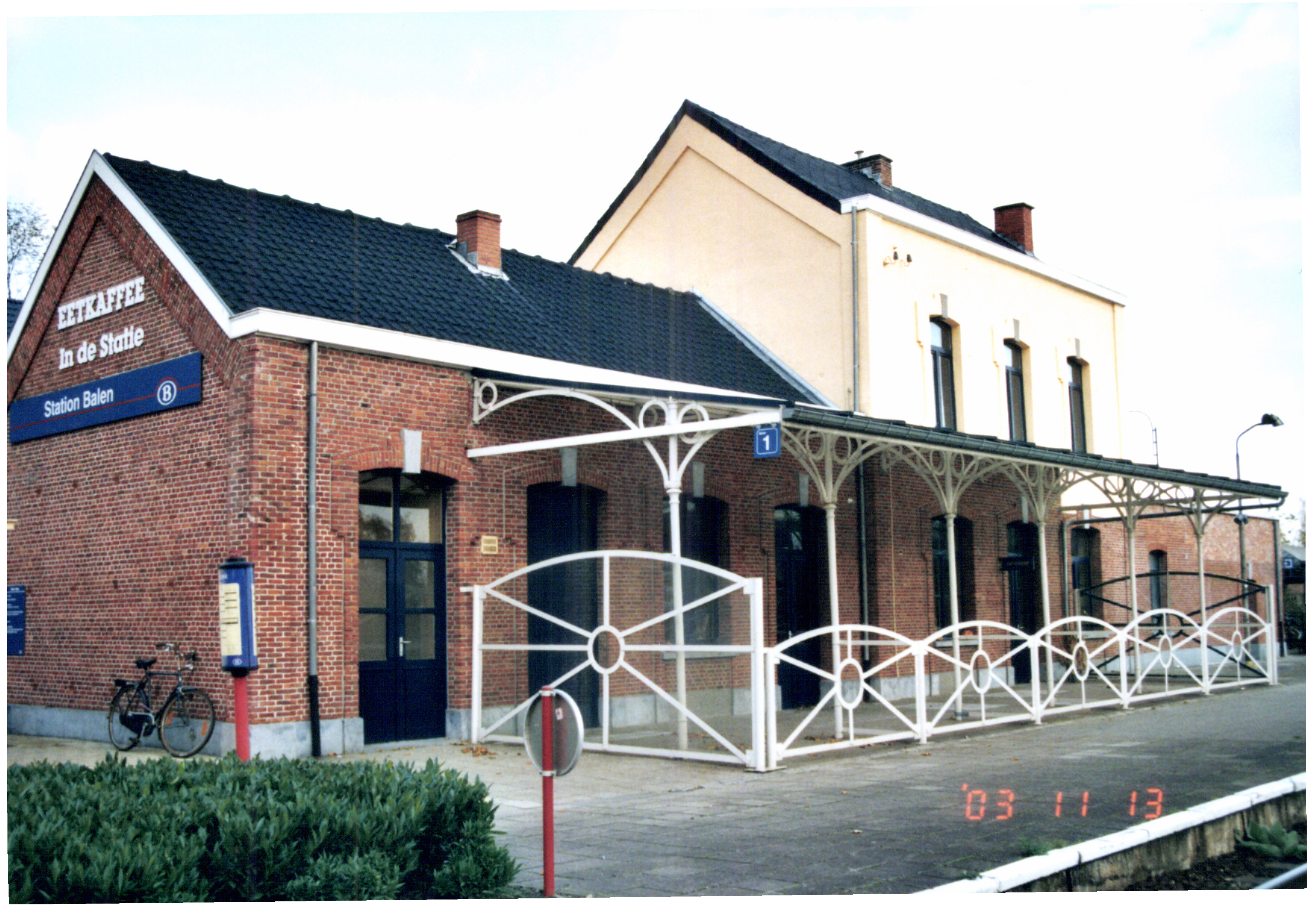
Quai aménagé en terrasse.
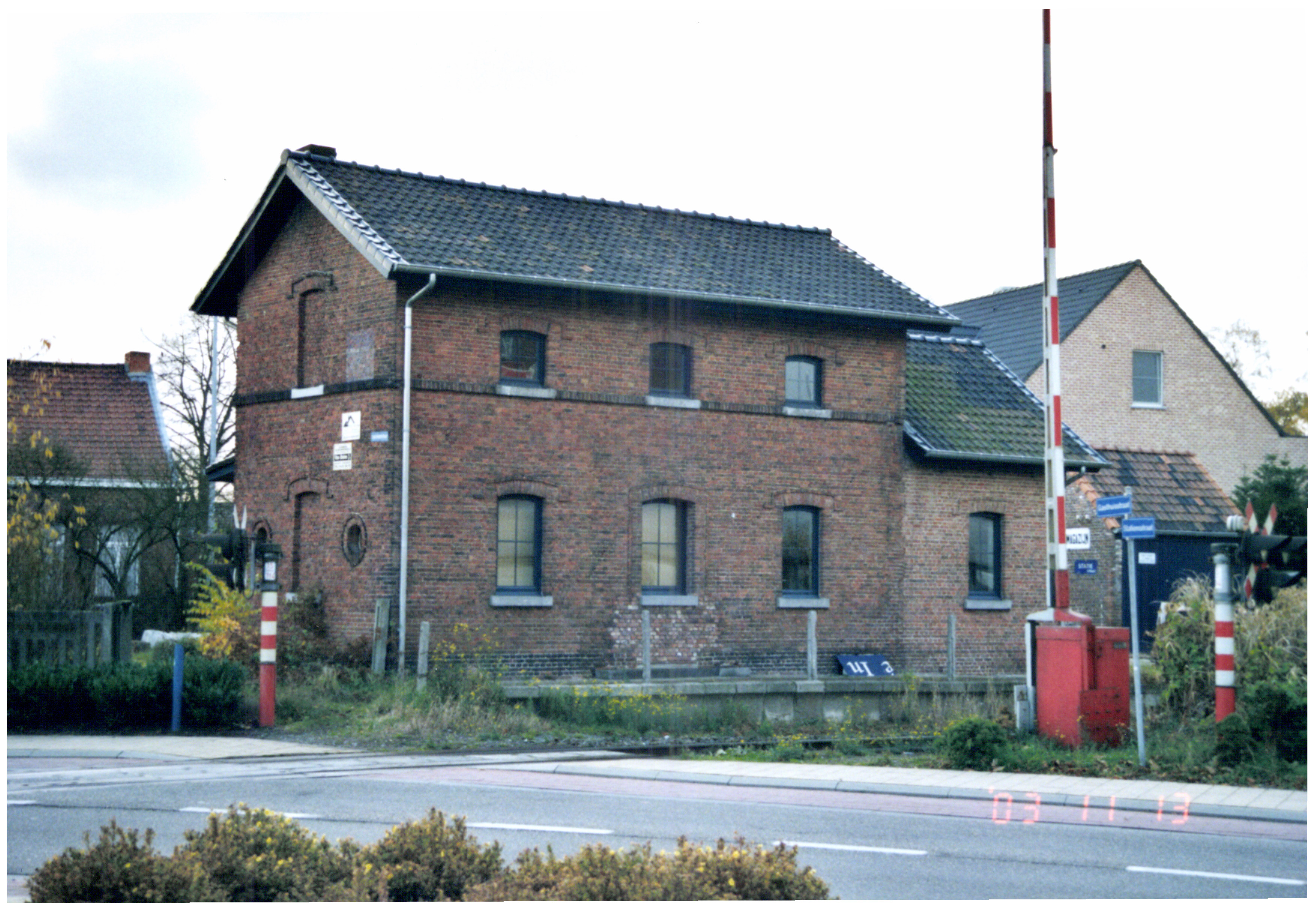
Maison de garde-barrière.
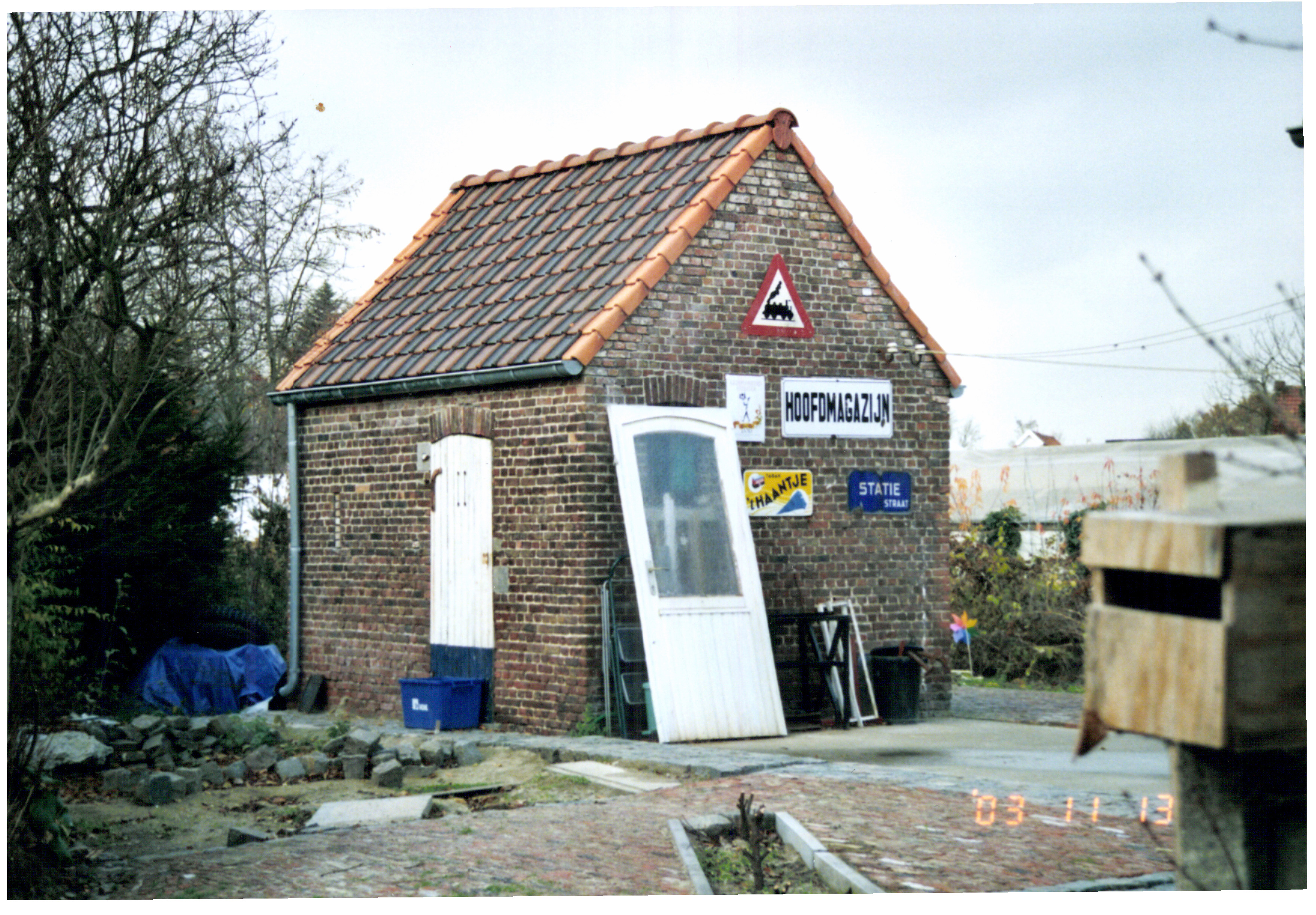
Annexe.